# Petrel reliktowy
Petrel reliktowy (Pterodroma magentae) – gatunek średniej wielkości ptaka z rodziny burzykowatych (Procellariidae). Występuje endemicznie na Wyspach Chatham. Krytycznie zagrożony wyginięciem.

## Taksonomia
Gatunek opisali po raz pierwszy Enrico Hillyer Giglioli i Tommaso Salvadori w roku 1868 pod nazwą Aestrelata magentae. Holotyp został odstrzelony przez Gigliolego 22 lipca 1867 podczas podróży na włoskim okręcie Magenta (od niego pochodzi nazwa gatunkowa). Za miejsce zebrania holotypu podano współrzędne 39°38'S 125°58'W (punkt ten znajduje się na południowym Oceanie Spokojnym). Giglioli stwierdził, że obserwował ptaki tego gatunku jeszcze dwa razy w sierpniu 1867.
Wedle niektórych starszych klasyfikacji uznawano go za podgatunek petrela polinezyjskiego (Pterodroma alba). Monotypowy.

## Zasięg występowania
Morski zasięg występowania obejmuje około 1,85 mln km², jednakże petrel reliktowy gniazduje jedynie w południowej części wyspy Chatham mieszczącej się w archipelagu wysp Chatham na obszarze jedynie 2 km². Gniazduje 4–6 km w głąb lądu, nieopodal gęstego lasu.

## Morfologia i zachowanie
Długość ciała wynosi około 38 cm, z czego około 3,3 cm stanowi dziób. Skok mierzy 4,1 cm, skrzydło około 30,5 cm. Upierzenie w większości szarobrązowe. Pierś, brzuch i pokrywy podogonowe białe. Pokrywy podskrzydłowe brązowe. Dziób czarny. Stopy z wierzchu czarne, od spodu różowe. Masa ciała to około 475 g.
Zawołanie brzmi jak or-łik, si, si, si lub orr. Mało wiadomo o pożywieniu, jednakże wiadomo, że zjada kałamarnice i ryby. 

## Lęgi
Gniazduje w wygrzebanych w ziemi norach o długości do 5 m. Okres lęgowy trwa od września do maja. Samce zajmują nory 1–3 lata nim przystąpią do lęgu, natomiast nielęgowe samice rzadko odwiedzają kolonie. Petrel reliktowy tworzy długotrwałe związki monogamiczne. Zniesienie liczy jedno jajo. W inkubacji biorą udział oba ptaki z pary, prawdopodobnie trwa ona około 53 dni. Dojrzałość płciową uzyskują po około 5 latach, zaś mogą przeżyć ponad 34.

## Status i zagrożenia
Przez IUCN gatunek od 1994 klasyfikowany jest jako krytycznie zagrożony wyginięciem (CR, Critically Endangered); wcześniej posiadał status zagrożonego. Wedle szacunku BirdLife International na rok 2012 populacja wynosiła 80–100 zdolnych do rozrodu osobników, ogółem 150–200. 111 lat po odkryciu, w roku 1978, gatunek został ponownie odkryty. W roku 1994 wiadomo było tylko o 4 parach lęgowych; przypuszczano jednak, że część pozostaje nieodkryta. W roku 2006 znanych było 35 nor użytkowanych przez te ptaki. Między rokiem 2007 a 2011 łącznie 59 piskląt przetransportowano z Rezerwatu przyrody Tuku do Sweetwater Conservation Covenant, gdzie przebywały do opierzenia się.
Zagrożenie stanowią introdukowane gatunki – 3 gatunki szczurów, weka (Gallirallus australis), niektóre torbacze i zdziczałe psy. Dawniej prawdopodobnie i dostosowywanie terenu pod pastwiska wpłynęło negatywnie na ilość miejsca odpowiedniego do gniazdowania; jako że spokrewnione rurkonose łapią się na haczyki w trakcie połowu na takle, możliwe, że stanowi to zagrożenie także dla petreli reliktowych. Mimo ponownego odkrycia w roku 1978, dopiero w 1987 udało się zlokalizować nory za pomocą radionadajników przyczepionych do sterówek. Tereny lęgowe objęte są Rezerwatem przyrody Tuku.